# Father Ted
Father Ted (Padre Ted) es una comedia de situación británica e irlandesa producida por Hat Trick Productions para Channel 4, emitida originalmente entre 1995 y 1998. La serie trata de las aventuras de tres sacerdotes católicos en la remota y ficticia isla de Craggy Island (al oeste de Irlanda). Se filmaron tres temporadas de la serie, con un total de 25 capítulos. Father Ted fue creada y escrita por dos guionistas irlandeses Arthur Mathews y Graham Linehan, y el reparto está compuesto casi exclusivamente por irlandeses, pero tanto la productora Hat Trick Productions como la cadena que emitió la serie originalmente son británicas. Father Ted fue elegida por los lectores de la revista británica Empire como una de las mejores series de televisión de todos los tiempos.

## Historia de la serie

### Creación
Según Graham Linehan, en su comentario al DVD de la primera temporada de la serie, el personaje del Padre Ted fue inventado por Arthur Mathews para ser interpretado por Paul Woodfull durante las giras cómicas que los tres hacían por Irlanda, con el nombre de The Joshua Trio. Posteriormente, Dermot Morgan fue elegido para el papel porque ya había interpretado a un sacerdote durante su época como cómico. 
En contra de lo que se ha comentado en ocasiones, Mathews y Linehan no ofrecieron la serie originalmente a la cadena irlandesa RTÉ, sino directamente a la productora Hat Trick Productions y al canal británico Channel 4. Pese a ello, la serie es inconfundiblemente irlandesa, tanto por su localización y reparto, como por sus personajes, historias y temas. 

### Rodaje
En total se grabaron tres temporadas (25 episodios) y un especial de Navidad. Una vez terminado el rodaje de la tercera temporada, Dermot Morgan (actor que interpreta al Padre Ted) murió de un infarto a la edad de 45 años. Los productores decidieron entonces retrasar una semana la emisión de la última de las temporadas. En cualquier caso, tanto los guionistas como los actores de la serie afirman que la tercera temporada iba a ser la última de la serie, incluso antes de que se produjera la trágica desaparición del actor principal.
La mayoría de las escenas de exteriores de la serie están rodadas en el condado de Clare, en localidades como Ennis, Kilfenora, Ennistymon o Kilnaboy. La casa parroquial que se muestra es la de McCormack's, en Glenquin, en la carretera entre Boston y Kilnaboy. El cine que aparece en el episodio "The Passion Of St Tibulus" es The Cinema by the Sea, en Greystones, en el Condado de Wicklow, mientras que The Field, el prado en el que se sitúa Funland en el episodio "Good Luck, Father Ted", está en Portrane, al norte del Condado de Dublín. La secuencia inicial -incluidas las tomas del barco naufragado "Plassey"- corresponden a Inis Oírr, la más pequeña de las Aran Islands. Las escenas de interior se rodaron en The London Studios, de la London Weekend Television.

### Banda sonora
La canción para la cabecera inicial de la serie fue escrita e interpretada por Neil Hannon y su banda The Divine Comedy, y más tarde, adaptada con el título de "Songs of Love", pasó a formar parte de su álbum Casanova. Otra canción del mismo disco, "Woman of the World", también fue propuesta como tema para la serie, pero fue rechazada. A la misma banda pertenecen también otros temas de la serie, como la ridícula "My Lovely Horse" ("mi querido caballo") o "My Lovely Mayo Mammy" ("Mi adorable mamá de Mayo")

## Argumento
La serie narra las desventuras de tres sacerdotes católicos, destinados en la remota parroquia de Craggy Island, al oeste de la costa irlandesa: el padre Ted Crilly, el padre Dougal McGuire y el padre Jack Hackett, ya jubilado. Con ellos vive la señora Doyle, encargada de la limpieza de la casa y obsesionada con servir té a los demás personajes. Los tres sacerdotes dependen del Obispo Len Brennan, quien los asignó a la isla a causa de distintos incidentes de su pasado: al padre Crilly por unas supuestas irregularidades financieras; al padre McGuire por su incompetencia durante el llamado "incidente de Blackrock", y al padre Hackett por su alcoholismo y su afición a las mujeres. La mayoría de las situaciones descritas en la serie tienen que ver con los asuntos de la parroquia, o con los problemas causados por Ted y su afición a apostar contra el padre Dick Byrne, de la cercana parroquia de Rugged Island.

## Personajes principales

### Padre Ted Crilly
El padre Ted (Dermot Morgan) es el personaje central de la serie, y es el más "normal" de los tres sacerdotes. Es destinado a Craggy Island a causa de un incidente descrito como "aquello de Lourdes", aparentemente en referencia a su apropiación de fondos de la Iglesia, destinados a subvencionar un viaje de niños pobres al Santuario de Lourdes, para gastarlo en Las Vegas. La mayoría de los capítulos se desarrollan en torno a algún plan ideado por Ted para escapar de una situación embarazosa, o bien para lograr ser transferido a otra parroquia más próspera.

### Padre Dougal McGuire
El padre Dougal (Ardal O'Hanlon) es un joven sacerdote de pocas luces, exiliado a Craggy Island a causa de un misterioso incidente conocido como "el incidente de Blackrock", que incluía a un grupo de monjas y un ferry de Sealink. Su simpleza y su incapacidad para comprender incluso las cosas más sencillas son el origen de muchos de los chistes en la serie. Como sacerdote, Dougal también resulta bastante poco apropiado, llegando a cuestionar las doctrinas católicas o incluso la misma existencia de Dios

### Padre Jack Hackett
El padre Jack  (Frank Kelly) es un sacerdote viejo, alcohólico, lujurioso, violento y malhablado, incapaz de comportarse como una persona normal, ni por supuesto como un sacerdote. Ha sido destinado a Craggy Island a causa de todos estos defectos, pero en particular a causa de su comportamiento durante una boda, aunque no se explica en qué consistió dicho comportamiento. Su vocabulario básico se reduce a cuatro gritos: Drink! ("¡Bebida!"), Feck! ("¡Joder!"), Arse! ("¡Culos!") y Girls! ("¡Chicas!"). También tiene un incontrolable miedo a las monjas debido a su mala experiencia cuando estuvo en el asilo para sacerdotes ancianos Saint Clabberts. Esto hace que intente escapar, incluso por la ventana, cuando se le acerca alguna.

### La señora Doyle
La señora Doyle (Pauline McLynn) es el ama de llaves de la parroquia. Es una mujer obsesiva e hiperactiva cuyos comportamientos rozan la neurosis. Aparte de las tareas más simples de limpieza, también se encarga de trabajos pesados en la casa, como reparar las tejas del techo y cavar zanjas de drenaje. Normalmente se la puede ver haciendo enormes cantidades de té, Pastel y sandwiches, ofreciendocelos a los padres o a cualquier visitante de la parroquia, repitiendo la frase "go on" ("vamos") constantemente hasta que acepten. En ningún momento, en las tres temporadas de la serie, se menciona su nombre de pila. Está casada, aunque su marido no aparece en la serie, y apenas se le menciona. Su tarea más habitual es la de servir té a los sacerdotes y a los invitados, incluso contra su voluntad.